# Arteria cecal posterior
La arteria cecal posterior es una arteria que se origina en la arteria ileocólica. No presenta ramas.

## Distribución
Irriga la parte posterior del ciego.